# Sark

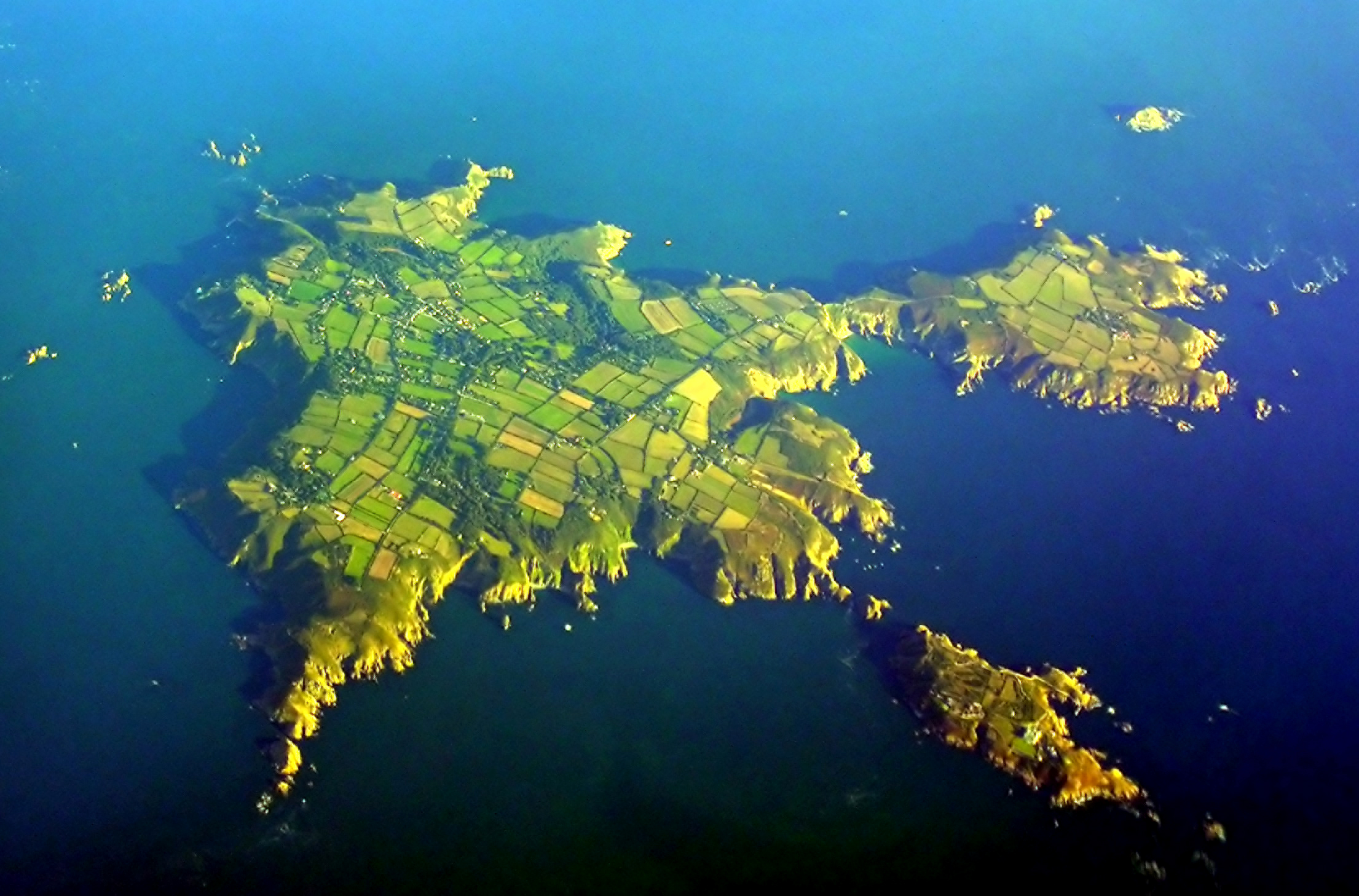
Luchtfoto van Sark. Links Greater Sark, rechtsboven Little Sark, en rechtsonder Brecqhou.

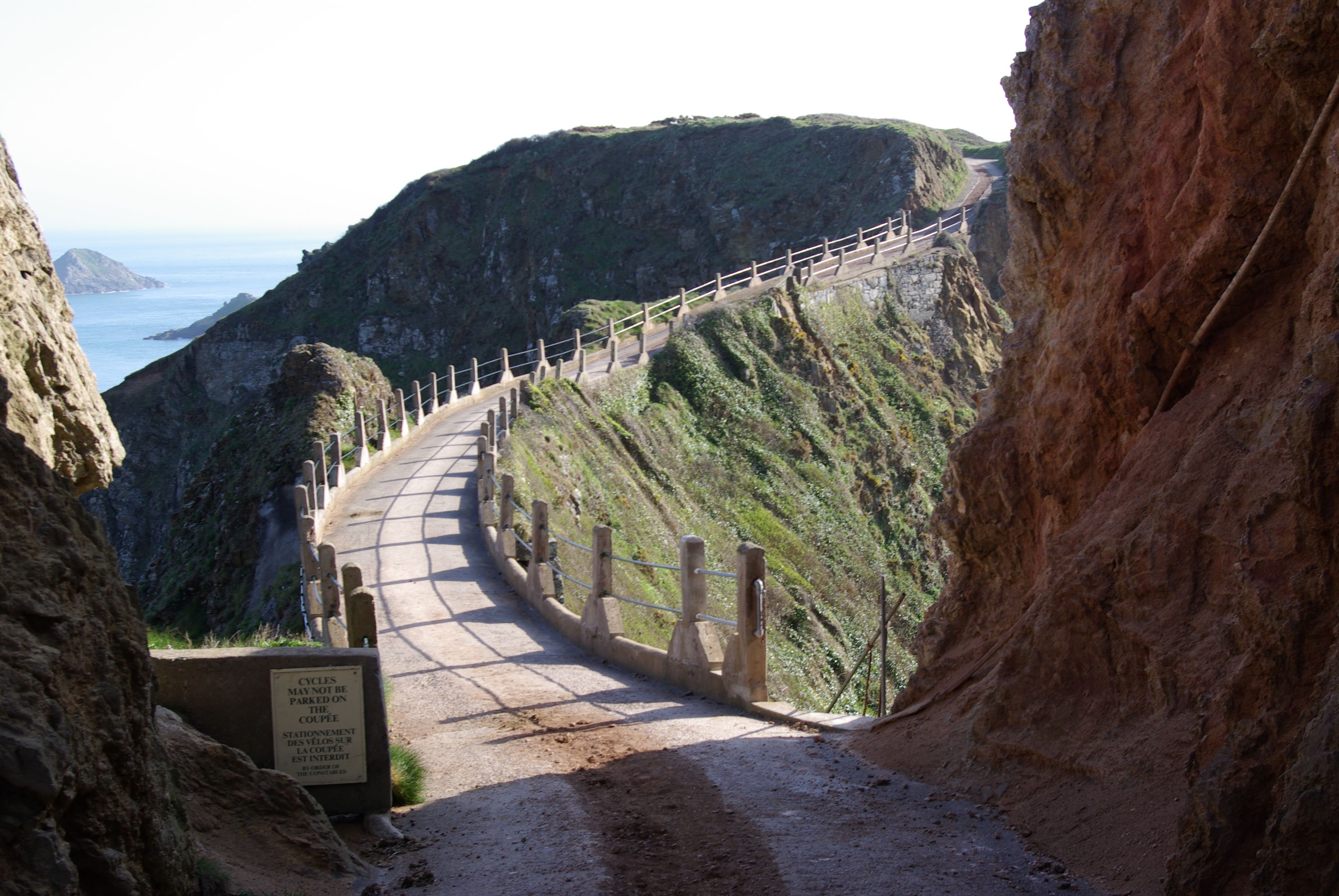
La Coupée, De nauwe verbinding tussen Little Sark en Greater Sark

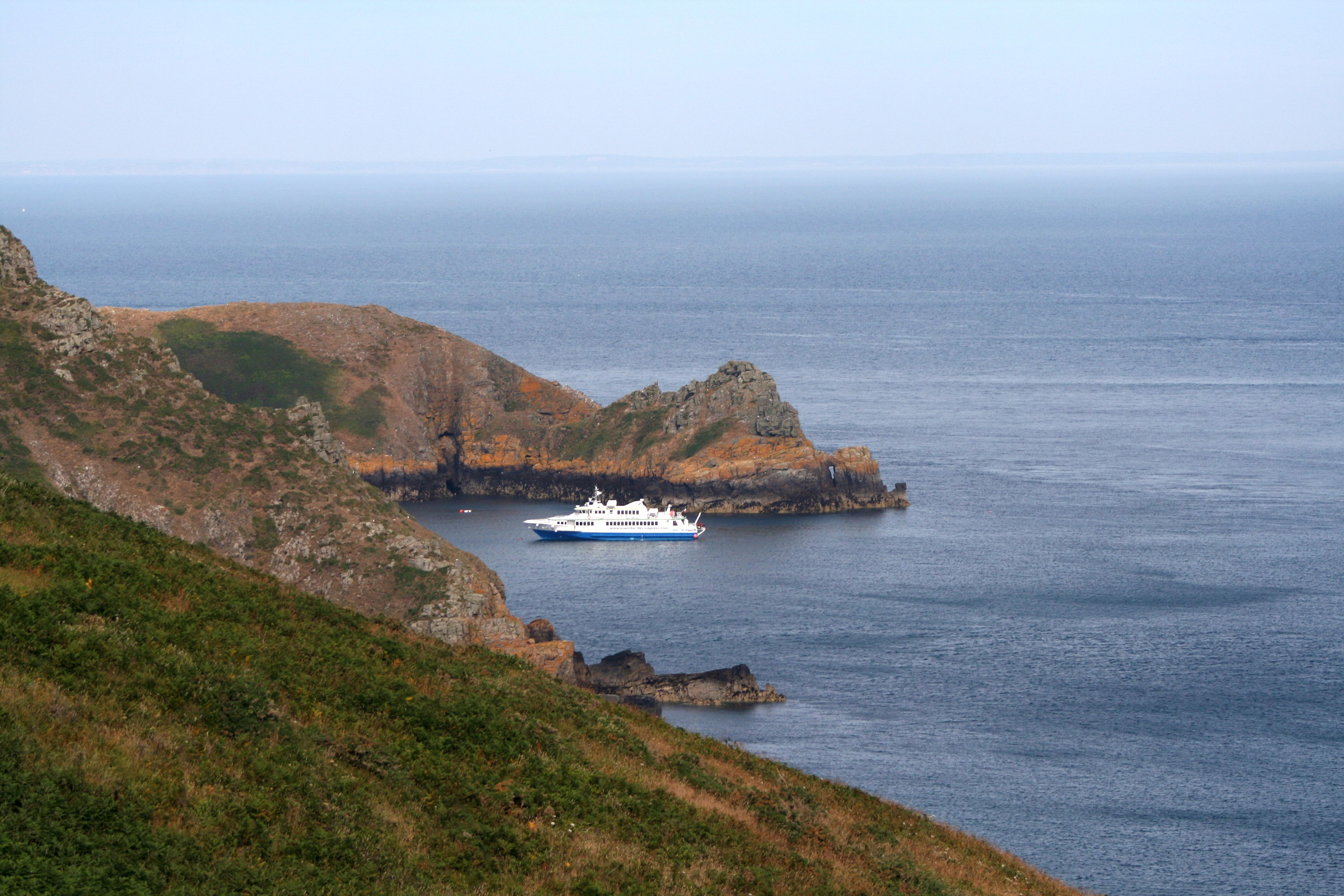
Rotskust van Sark

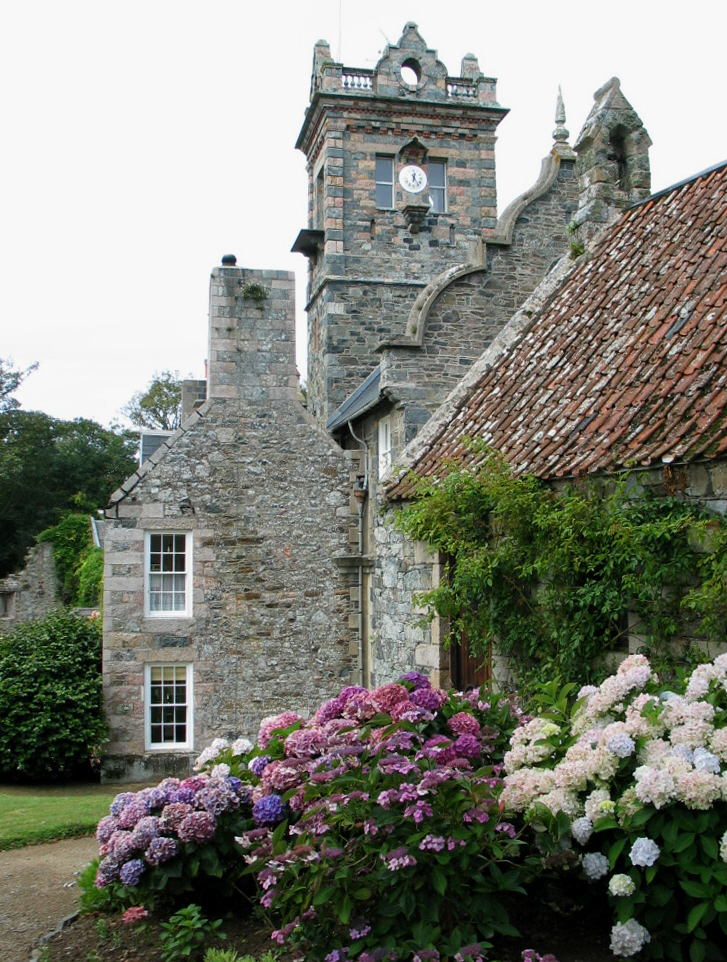
De Seigneurie

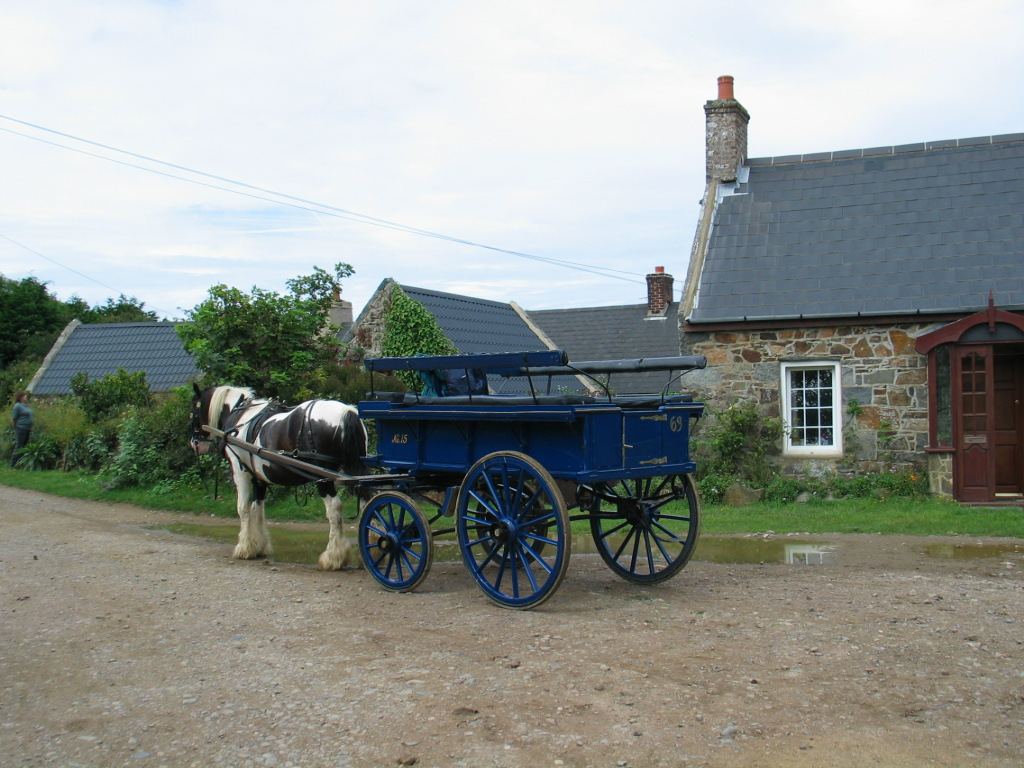
Paard en wagen op Sark

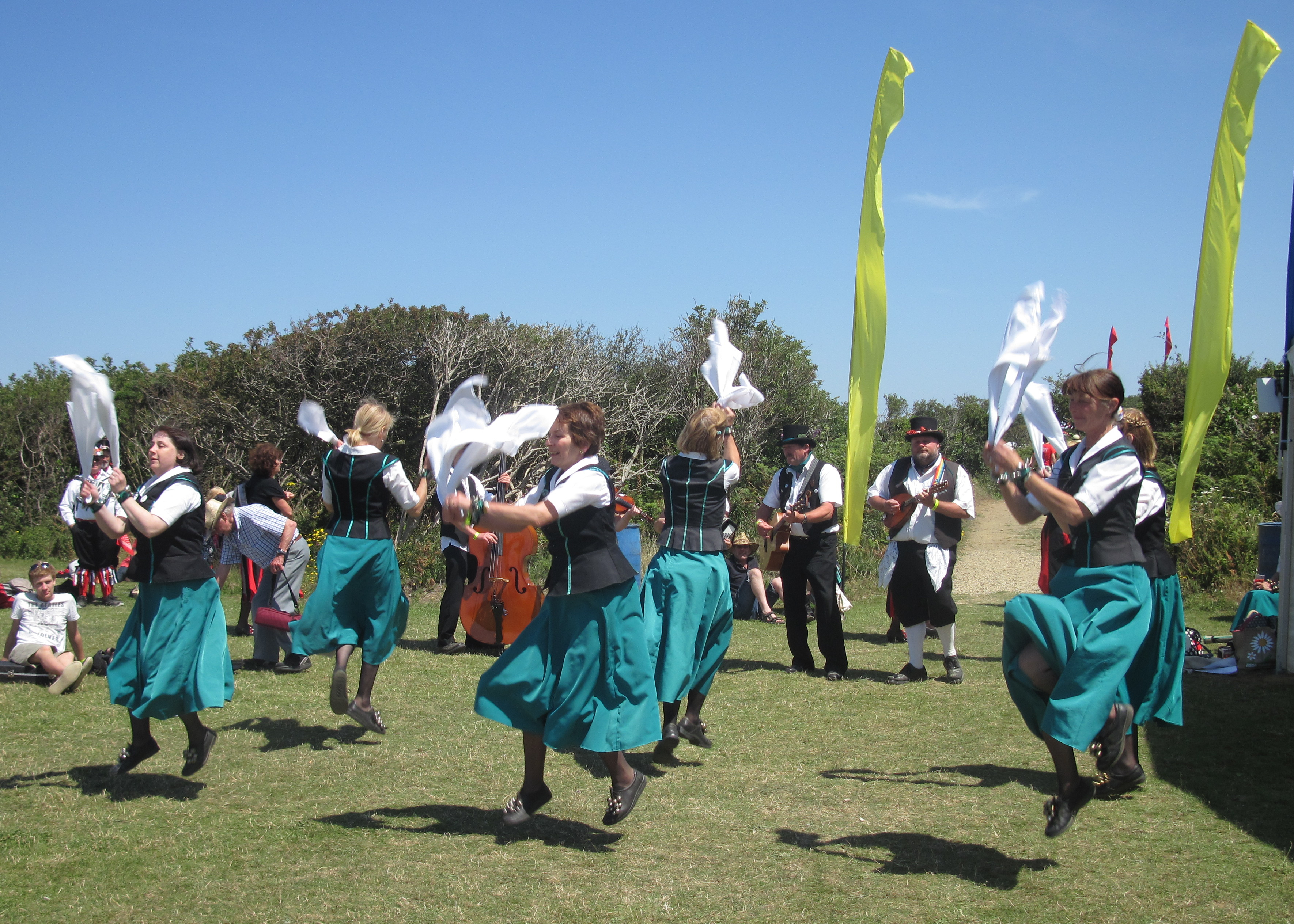
Sark Folk Festival van 2011

Het eiland Sark is een van de Kanaaleilanden, liggend voor de Franse kust van Normandië. Het behoort tot het autonome baljuwschap (Engels: bailiwick) van Guernsey, een Brits Kroonbezit, maar heeft een eigen regeringsvorm en eigen bestuur. De Franse naam voor het eiland is Sercq (Sèr in het oude Sercquiais-Frans).
Sark is een rustig eiland waar gemotoriseerd vervoer verboden is. De lokale bevolking omzeilt dit verbod door hun landbouwtractoren te gebruiken als transportmiddel. Verder worden de fiets en paard en wagen gebruikt. Het eiland heeft een bevolking van rond de 600 inwoners. De economie is gebaseerd op het toerisme en de landbouw. Toeristen zijn voor een groot deel dagjesmensen die vanaf het vasteland of Guernsey komen. Het eiland beschikt over een aantal hotels en is vooral in trek bij wandelaars. Bezienswaardigheden zijn La Coupée, een smalle weg met aan beide zijden een afgrond en de tuin van de Seigneurie (de ambstwoning van de leider van Sark). De grotten onder het eiland die vanaf zee bereikbaar zijn, worden gebruikt voor grotduiken. Elk jaar wordt in de zomer het Sark Folk Festival gehouden.
Er is nauwelijks verlichting op het eiland waardoor iemand met het blote oog astronomie kan bedrijven zonder last te hebben van lichtvervuiling. Het eiland werd in 2011 uitgeroepen tot de eerste Dark Sky Community, door de International Dark-Sky Association. Sark heeft wel een vuurtoren, Point Robert maar deze schijnt alleen over zee.
Sark heeft geen politie. Het recht wordt gehandhaafd door vrijwilligers. Wanneer iemand wordt opgepakt, wordt deze persoon eerst opgesloten in een cel die hier sinds 1856 staat, waarna hij of zij opgehaald wordt door de politie van Guernsey.

## Geografie
Sark is een rotsplateau dat opgebouwd is uit graniet, amfiboliet en gneis. De zee heeft vele kloven uitgesleten en onder de zeespiegel bevinden zich vele grotten. Het hoogste punt ligt 114 meter boven zeeniveau en heet Le Moulin omdat hier sinds 1571 een windmolen staat. Sark bestaat uit twee delen, Greater Sark en het schiereiland Little Sark in het zuiden. Deze zijn met elkaar verbonden door een smal voetpad (La Coupée) dat slechts 3 meter breed is en 91 meter lang. Aan beide zijden loopt het 80 meter steil naar zee af. Sinds 1900 loopt er een reling langs de randen om te voorkomen dat passanten verongelukten. Direct na de Tweede Wereldoorlog hebben Duitse krijgsgevangenen er een betonnen weg over aangelegd. Aan de zuidkust van Little Sark liggen twee natuurlijke zwembaden. Ook is er een oude mijn te vinden waar galeniet werd gewonnen. Honderd meter ten westen van Sark ligt het eiland Brecqhou.

## Staatsinrichting
Sark wordt wel beschouwd als de laatste feodale staat in Europa. De Seigneur van Sark staat aan het hoofd van het feodale bestuur van het eiland. Veel eigen wetten, vooral die betrekking hebben op erfrecht en het bestuur door de Seigneur, zijn nagenoeg ongewijzigd sinds de aanname in 1565 door koningin Elizabeth I. Zo werd de positie Seigneur door overerving bepaald. De huidige Seigneur is Christopher Beaumont die in 2016 aan de macht kwam. Hij is het drieëntwintigste staatshoofd. Drie van zijn voorgangers waren vrouwen. Zij werden dame genoemd. De ambtswoning van de Seigneur wordt de Seigneurie genoemd. Op Sark is ook het oude Normandische rechtsmiddel, Clameur de Haro in gebruik.
Sark bestaat uit veertig zogenaamde tenements (landdelen). Elke tenement is een gebied dat in het bezit is van een familie. Deze families bezitten het gebied al sinds Sark gekoloniseerd werd. De Chief Pleas, het parlement van Sark bestond tot 2006 uit 52 zetels. Slechts 12 hiervan werden door verkiezingen verdeeld. De overige 40 werden bezet door afgevaardigden van de tenementfamilies. Tijdens een referendum in maart 2006 hebben de inwoners zich uitgesproken voor politieke hervormingen. Op 5 oktober 2006 is besloten dat de Chief Pleas van het eiland in het vervolg zal bestaan uit 28 leden, die allen rechtstreeks door de bevolking gekozen zullen worden.
Het eiland Brecqhou (ook een tenement) is sinds 1993 in het bezit van de tweelingbroers David en Frederick Barclay. Deze twee Britse zakenlieden (hotels, vastgoed en media) hebben hier een kasteel laten bouwen en aangegeven Brecqhou onafhankelijk te willen verklaren van Sark.
Internationale verdragen en regelgeving van de Europese Unie op het gebied van mensenrechten vormen een bedreiging voor de feodale bestuursvorm van Sark, die als ondemocratisch wordt aangemerkt.

## Geschiedenis
Sark werd waarschijnlijk al in de oudheid bewoond door de Veneti. Dit was een zeevarend Keltisch volk dat in Bretagne leefde.
In de 13e eeuw was het de uitvalsbasis van de Franse piraat Eustaas de Monnik.
In de 16e eeuw gaf koningin Elizabeth I van Engeland aan Helier de Carteret, de toenmalige heer van Saint Ouen op Jersey, toestemming om het eiland samen met 40 families te koloniseren, onder de voorwaarde dat hij het eiland vrijhield van piraten.
In 1849 voelde de zittende Seigneur, Pierre Carey le Pelley zich door geldgebrek gedwongen om het Seigneur-schap van Sark aan Marie Collings, dochter en erfgename van de lokale zeerover John Allaire, te verkopen.
Tijdens de Tweede Wereldoorlog werd het eiland, net als de andere Kanaaleilanden, door Duitsland bezet. De toenmalige dame, Sybil Mary Collings Beaumont, weigerde met de Duitse bezetters samen te werken waardoor zij werd vervangen door een Duitse bewindvoerder. In 1942 voerde het Britse leger operatie Basalt uit waarbij een korte inval op het eiland werd gedaan.

### Recente geschiedenis

#### Eenmansinvasie
In augustus 1990 probeerde André Gardes, een werkloze Franse kernfysicus, in zijn eentje een staatsgreep te plegen. Bij aankomst op Sark maakte hij duidelijk het eiland de volgende dag te zullen innemen. Hij werd gearresteerd terwijl hij op een bankje zijn pistool aan het laden was. Hij kreeg een celstraf van zeven dagen die hij op Guernsey uitzat. Een jaar later deed hij een poging om terug te komen maar werd al op Guernsey tegengehouden.

#### Overgang naar verkozen overheid
Op 4 juli 2007 begon Sark zijn feodaal systeem te ontmantelen omdat dit noodzakelijk was om aan de Europese Overeenkomst van de Rechten van de Mens te voldoen. De meerderheid van wetgevende macht van het eiland zou tegen 2009 kunnen worden verkozen. Op 16 januari 2008 en 21 februari 2008, keurden de Belangrijkste Pleidooiers een wet goed die een 30-tallige kamer, met 28 verkozen leden en het behouden van slechts twee onverkozen leden introduceert. Op 9 april 2008, keurde de Ingewijde Raad de Sark wetshervormingen goed, en de eerste verkiezingen in het kader van de nieuwe wet werden gehouden in december 2008. De nieuwe kamer werd voor het eerst in januari 2009 bijeengeroepen.

## Taal
Het Sarkse dialect Sercquais is afkomstig van het dialect St. Ouennais van het Jèrriais. De afkomst van het St. Ouennais kan in het Sercquiais herkend worden aan het meervoud van de 2de en 3de persoon van de onvoltooid verleden tijd. Sercquiais gebruikt een eindvervoeging -dr die sprekend lijkt op het St. Ouennais, dat echter nergens anders op Jersey voorkomt.
| Sercquiais  | Jèrriais (St. Ouennais) | standaard Jèrriais | Nederlands |
| ----------- | ----------------------- | ------------------ | ---------- |
| i vuliidr   | i' voulîdrent           | i' voulîtent       | zij wilden |
| uu paaliidr | ou pâlîdres             | ou pâlîtes         | jij sprak  |
| i füüdr     | i' fûdrent              | i' fûtent          | zij waren  |
| uu prẽẽdr   | ou prîndres             | ou prîntes         | jij nam    |